# マッテオ・モンタグティ
マッテーオ・モンタグッティ（Montaguti Matteo、1984年1月6日 - ）は、イタリアのフォルリ出身の自転車競技（ロードレース）選手。

## 来歴
LPR時代はアレサンドロ・ペタッキのトレインを組んでいたスピードマン。27歳にして初めてのUCIプロチーム入りで、フランス行きには悩んだようで、リナルド・ノチェンティーニに電話をしてアドバイスを仰いだとのこと。
2017年、ツアー・オブ・ジ・アルプス第4ステージにて7年ぶりの勝利を挙げた。
2019年、アンドローニジョカットリ・シデルメクに移籍。

## 主な戦績

### 2007年
- イタリア選手権アマチュア　優勝（ロード）

### 2008年
- グラン・プレミオ・インドゥストリア・エ・アルティジャナート 2位

### 2010年
- レッジョ・カラブリア　総合優勝（第1ステージ優勝）
- グラン・プレミオ・ノービリ・ルビネッテリエ　3位

### 2011年
- ブエルタ・ア・エスパーニャ　山岳賞部門2位
- グラン・プレミオ・インドゥストリア・エ・コンメルチョ・ディ・プラート　3位

### 2012年
- トロフェオ・ライグエーリア　3位
- クリテリウム・アンテルナシオナル　山岳賞
- ツール・ド・スイス　山岳賞

### 2014年
- グラン・プレミオ・チッタ・ディ・カマイオーレ　2位

### 2015年
- グラン・プレミオ・ディ・ルガーノ　3位

### 2017年
- ツアー・オブ・ジ・アルプス　区間優勝（第4ステージ）